# Юстинианови новели
Юстиниановите новели или Новите конституции (Novellae Constitutiones; на византийски: Νεαραί διατάξεις) са или последна съставна част на Corpus Iuris Civilis, или негово пряко продължение, в зависимост от критиката, наложени и издадени в изискване на времето на Юстиниан I.
Юстиниановите новели са освен ценен правен източник, но и исторически извор за изучаване социално-икономическия и политически живот във Византия през VI век. Единодушно се приема, че спрямо основния Corpus iuris civilis, новелите са „нови“ конституции (в смисъл правни положения), а не са кодификационен и обобщен израз на старото класическо римско право във Византия по това време. 
Юстиниановите новели не са издадени в общ сборник, поради смъртта на Трибониан, като ръководител на правната комисия по систематизацията им.
Новелите са се съхранили по частни сборници в най-голям обем от 168 новели, като част от тях са формулирани при приемниците на Юстиниан I. Едва през IX век по-голяма част от тези новели са включени в общ законодателен свод – Базилика.
Стилистически новелите съществено се различават от юридическия език на Corpus iuris civilis със своите риторически добавки и многословие.
Интересен е въпроса за езика на съставянето им. Поради късните преписи в което са запазени, съществува спор. Надделява становището, че са съставени на латински език /който е все още официален на Източната Римска империя през VI век, още повече, че Юстиниан I е родом от префектура Илирик/, като по-късно са преведени на византийски език. Най-старите запазени преписи на юстинианови новели са двуезични и са от IX век.